# SN 2009nk
SN 2009nk – supernowa typu Ia odkryta 29 grudnia 2009 roku w galaktyce NGC 5491. W momencie odkrycia miała maksymalną jasność 17,00m.